# Georges Bessis
Georges Bessis (signaturer Georges Bess, Tideli och Nisseman), född 29 januari 1947 i Tunisien, är en fransk serietecknare.

Georges Bessis var bosatt i Sverige 1970–1987 och tecknade under den tiden och efter att han återvänt till Frankrike en hel del serier för den svenska marknaden: Dante, Pellefant, Anderssonskans Kalle, Mika och Fantomen. Han gjorde även illustrationer för Svenska Mad 1977–1987. Han har sedan jobbat med Alexandro Jodorowsky på serier som ”Le Lama Blanc” och ”Juan Solo”, samt även gjort serier tillsammans med sin fru Layla Bess.